# Siconoide
Siconóide é uma Porifera (Esponja) que exibe os primeiros estágios de dobramento da parede do corpo.
Na estrutura siconóide, a parede do corpo tornou-se dobrada horizontalmente formando pretuberâncias digitiformes. Este tipo de desenvolvimento produz bolsas externas estendendo-se para dentro a partir do exterior e envaginações que se estendem para fora, a partir do átrio. As duas bolsas produzidas por uma dobra não se encontram, passando uma ao lado da outra e tendo ambas fundo cego.